# Mažice
Mažice är en ort i Tjeckien.   Den ligger i regionen Södra Böhmen, i den centrala delen av landet, 100 km söder om huvudstaden Prag. Mažice ligger 419 meter över havet och antalet invånare är 132.
Terrängen runt Mažice är platt.Runt Mažice är det ganska tätbefolkat, med 58 invånare per kvadratkilometer. Närmaste större samhälle är Týn nad Vltavou, 14,0 km väster om Mažice. Trakten runt Mažice består till största delen av jordbruksmark.